# Cheiracanthium saraswatii
Cheiracanthium saraswatii is een spinnensoort uit de familie Cheiracanthiidae.
De wetenschappelijke naam van de soort werd in 1962 gepubliceerd door Benoy Krishna Tikader.